# Minerva
Minerva (/mɪˈnɜːr.və/; latim: [mɪˈnɛr.wa]; etrusco: Menrva) era a deusa romana das artes, do comércio e da sabedoria. Também rege as estratégias de guerra, embora diferentemente de sua correspondente grega Atena, não seja associada diretamente às batalhas e guerras. A partir do século II a.C., os romanos equipararam-na à deusa Atena. Minerva faz parte da Tríade capitolina da antiga religião romana.

## Na religião romana primitiva
De acordo com Jesse Benedict Carter, vários dos deuses tradicionalmente associados a Roma, como Minerva, Diana, Vênus, Fortuna, Hércules, Castor e Pólux, Apolo, Mercúrio, Dis, Prosérpina, Esculápio e Magna Mater, não faziam parte do panteão romano inicial, porque estes deuses representavam fases da vida que eram estranhos aos romanos. No período mais antigo, há poucas evidências do culto a Minerva no Lácio ou no sul da Itália, e é quase certo que ela era desconhecida em Roma.
Minerva, segundo este autor, teria sido introduzida na época de Sérvio Túlio, cuja sociedade não podia prever o que esta introdução significava, e sua importância para o desenvolvimento futuro de Roma.
Carter sugere que o centro do culto de Minerva, na Itália, era Falérios, e foi a partir de Falérios que Minerva entrou em Roma, em três ocasiões: diretamente da cidade de Falérios, depois vinda de Falérios e atravessando a Etrúria e, finalmente, quando Roma capturou Falérios.
A deusa Minerva de Falérios, porém, tinha pouco em comum com a deusa Atena da Grécia, além de ser a deusa dos artesãos, pois a deusa grega tinha centenas de outros interesses, enquanto a pequena deusa dos camponeses de Falérios parecia só se interessar por um assunto. Em suas viagens pela Etrúria, a deusa teve contato com pessoas que conheciam a representação grega de Atena, e passaram a associar as duas deusas, mas Minerva continuou sendo, primariamente, a deusa do artesão e do trabalhador, a patrona do trabalho manual do homem em vez do trabalho intelectual, e foi assim que chegou a Roma.

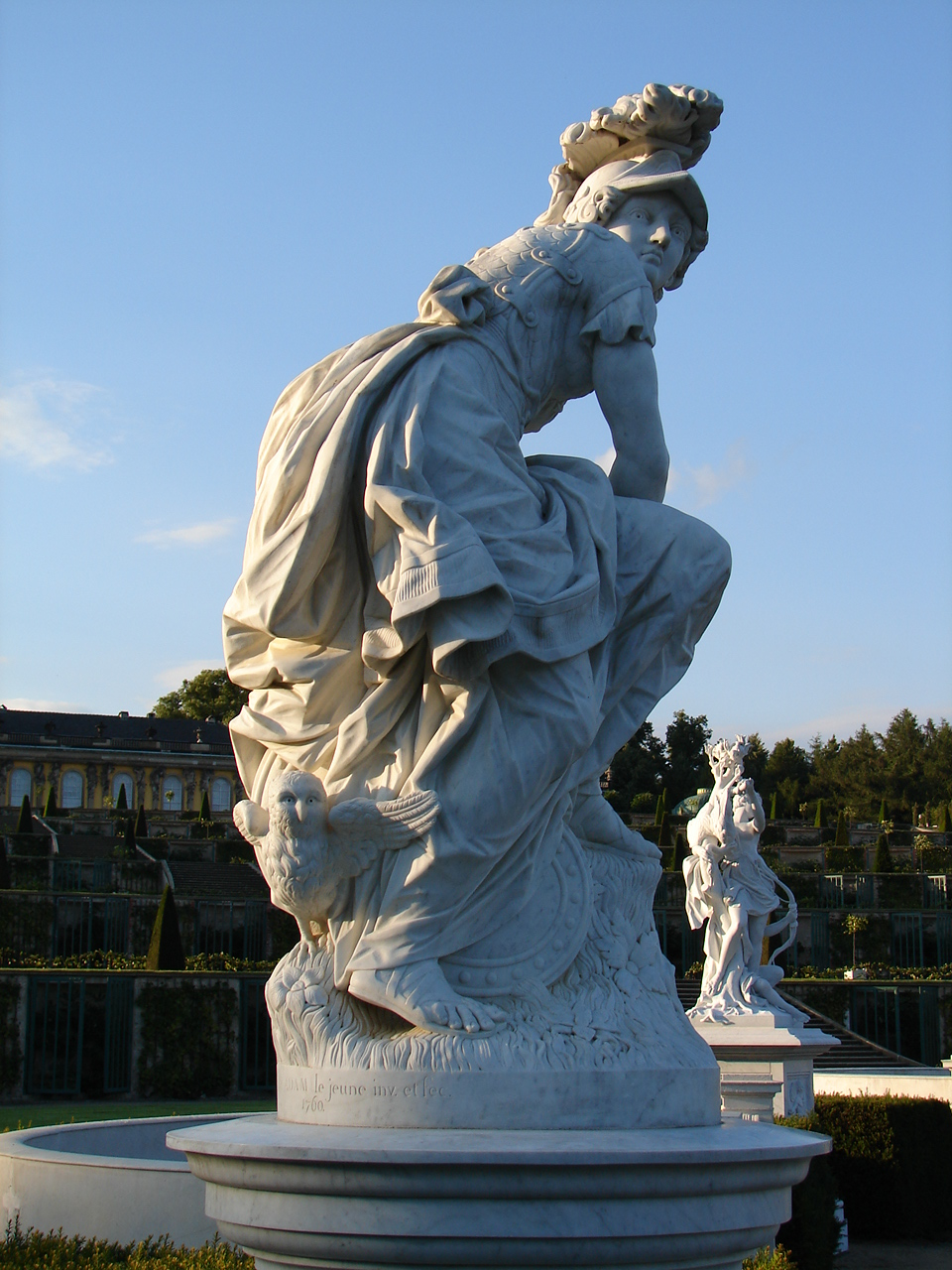
Estátua da Deusa Minerva do escultor François Gaspard Adam

No início, os trabalhadores romanos adoravam Minerva em suas casas, mas quando o número deles foi crescendo, a sua importância se espalhou para os romanos nativos, até que ela se tornou tão importante que o estado romano teve que reconhecê-la como uma deusa do estado. Diferente, porém, de Hércules e Castor, que foram recebidos dentro do pomério, Minerva recebeu um templo do lado de fora, no Aventino.
Seu grande festival ocorria no dia 19 de março, uma data antes sagrada a Marte, mas devido às celebrações de Minerva, esta data deixou de ser associada a Marte. Seu templo se tornou o local de encontro dos artesãos de Roma, o que durou enquanto Roma foi pagã.
Minerva, logo após sua introdução, foi associada a Júpiter e Juno, formando a tríade capitolina. Foram construídos vários templos a Minerva, sob os vários aspectos de Atena com a qual ela foi sendo gradualmente identificada.

## Características de Minerva
Equivalente romana da deusa grega Atena, Minerva era filha de Júpiter, após este engolir a deusa Métis (Prudência). Com uma forte dor de cabeça, pediu a Vulcano que abrisse sua cabeça com o seu melhor machado, após o qual saiu Minerva, já adulta, portando escudo, lança e armadura. Era considerada uma das três deusas virgens, ao lado de Diana e Vesta.
Deusa da sabedoria, das artes e da estratégia de guerra, era filha de Júpiter.
Minerva era para os romanos a deusa da excelência, da misericórdia e da pátria.